# Liste der Parlamentssprecher von Gambia
In der Liste der Parlamentssprecher von Gambia sind die Parlamentssprecher des westafrikanischen Staat Gambia aufgelistet.

## Liste der Parlamentssprecher
| Amtszeit  | Amtsinhaber                     | Zugehörigkeit | Bemerkung |
| --------- | ------------------------------- | ------------- | --------- |
| 1954–1962 | Sir John A. Mahoney (1883–1966) |               |           |

| Amtszeit  | Amtsinhaber                              | Zugehörigkeit | Bemerkung |
| --------- | ---------------------------------------- | ------------- | --------- |
| 1962–1972 | Sir Alieu Sulayman Jack (1922–2010)      |               |           |
| 1972–1977 | Samuel Horton Jones (1909–1990)          |               |           |
| 1977–1983 | Sir Alieu Sulayman Jack (1922–2010)      |               |           |
| 1983–1994 | Alhaji Momodou Baboucar Njie (1929–2009) |               |           |

| Amtszeit                 | Amtsinhaber                        | Zugehörigkeit | Bemerkung |
| ------------------------ | ---------------------------------- | ------------- | --------- |
| 1997–2001                | Mustapha B. Wadda (1930–2010)      | APRC          |           |
| 2002–2006                | Sheriff Mustapha Dibba (1937–2008) | NCP           |           |
| April 2006–2007          | Belinda Bidwell (1936–2007)        | APRC          |           |
| Januar 2007–April 2007   | Fatoumatta Jahumpa-Ceesay (* 1957) | APRC          |           |
| Juni 2009–November 2010  | Elizabeth Renner (* 1946)          | APRC          |           |
| November 2010–April 2017 | Abdoulie Bojang (1960–2024)        | APRC          |           |
| April 2017–April 2022    | Mariam Jack-Denton (* 1955)        | UDP           |           |
| April 2022–amtierend     | Fabakary Jatta (* 1952)            | APRC          |           |